# كيمشك

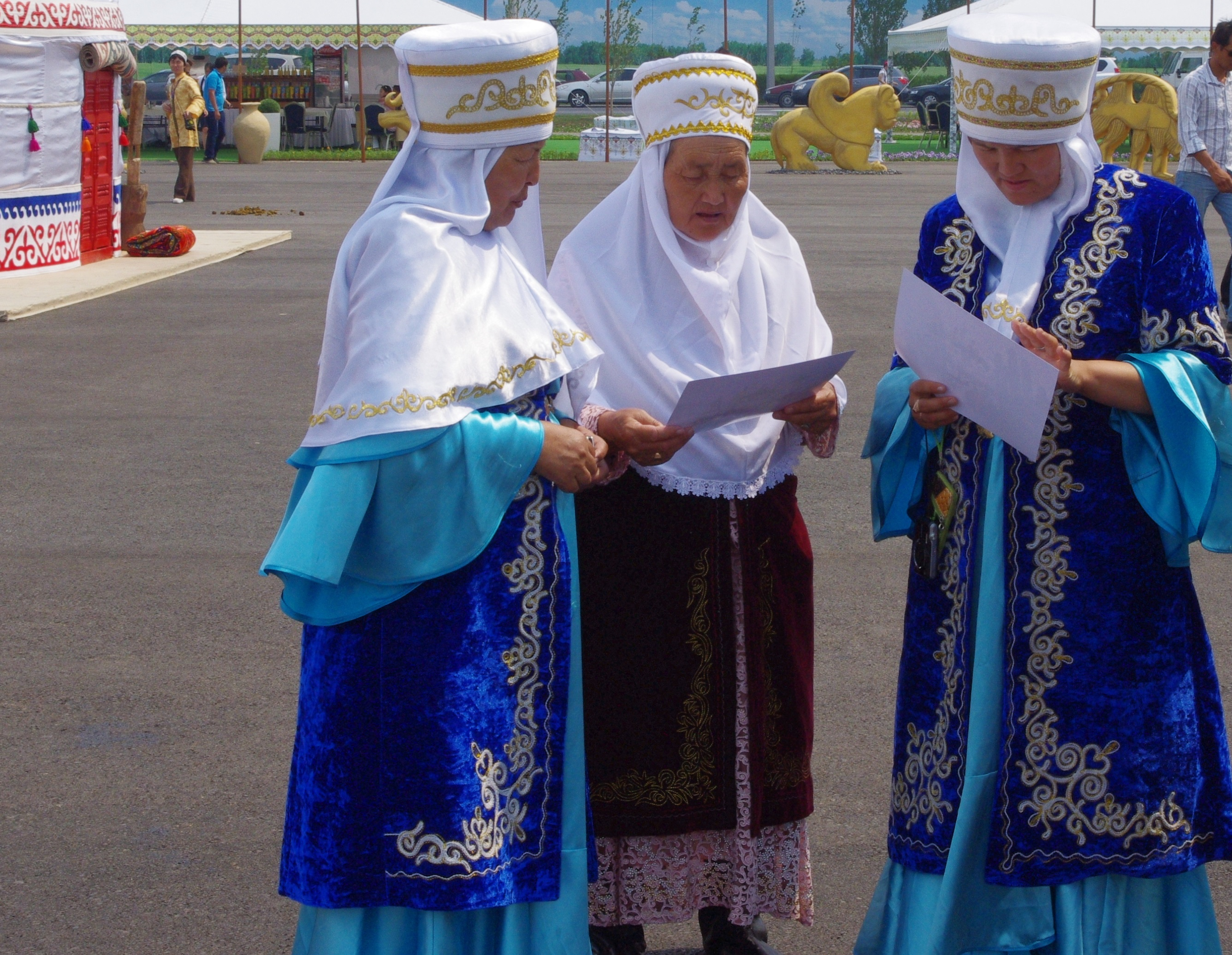
نساء يرتدين الكيمشك

الكِيمشِك (بالقازاقية: кимешек) أو الإلشك (بالقرغيزية: элечек) وهو نوع من الحجاب التقليدي للرأس تضعه المرأة المتزوجة أو كبار السن في كازاخستان وقرقل باغستان وقرغيزستان.
يصنع الكيمشك من القماش الأبيض وتطرز أطرافه ونجده في بعض الطوابع البريدية لكازاخستان.

## معرض الصور

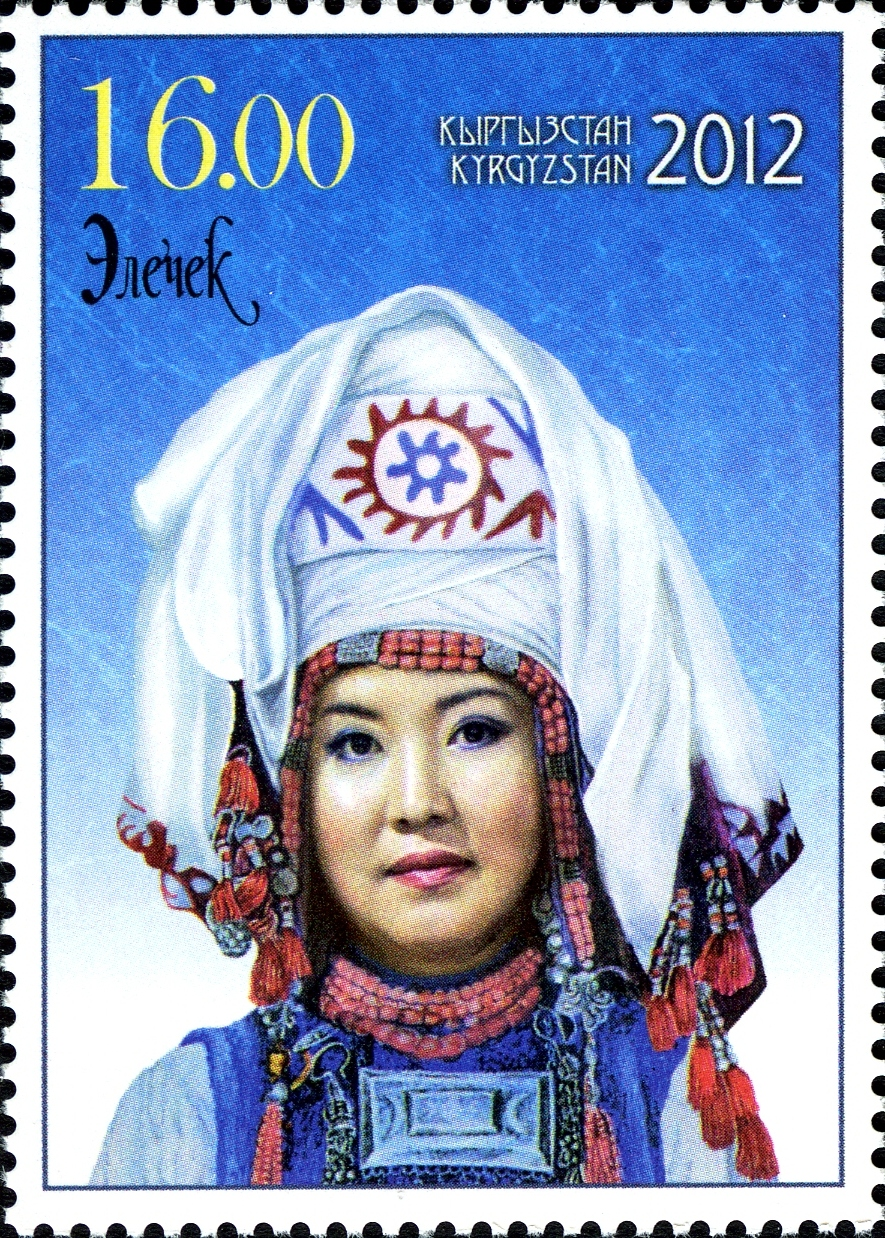
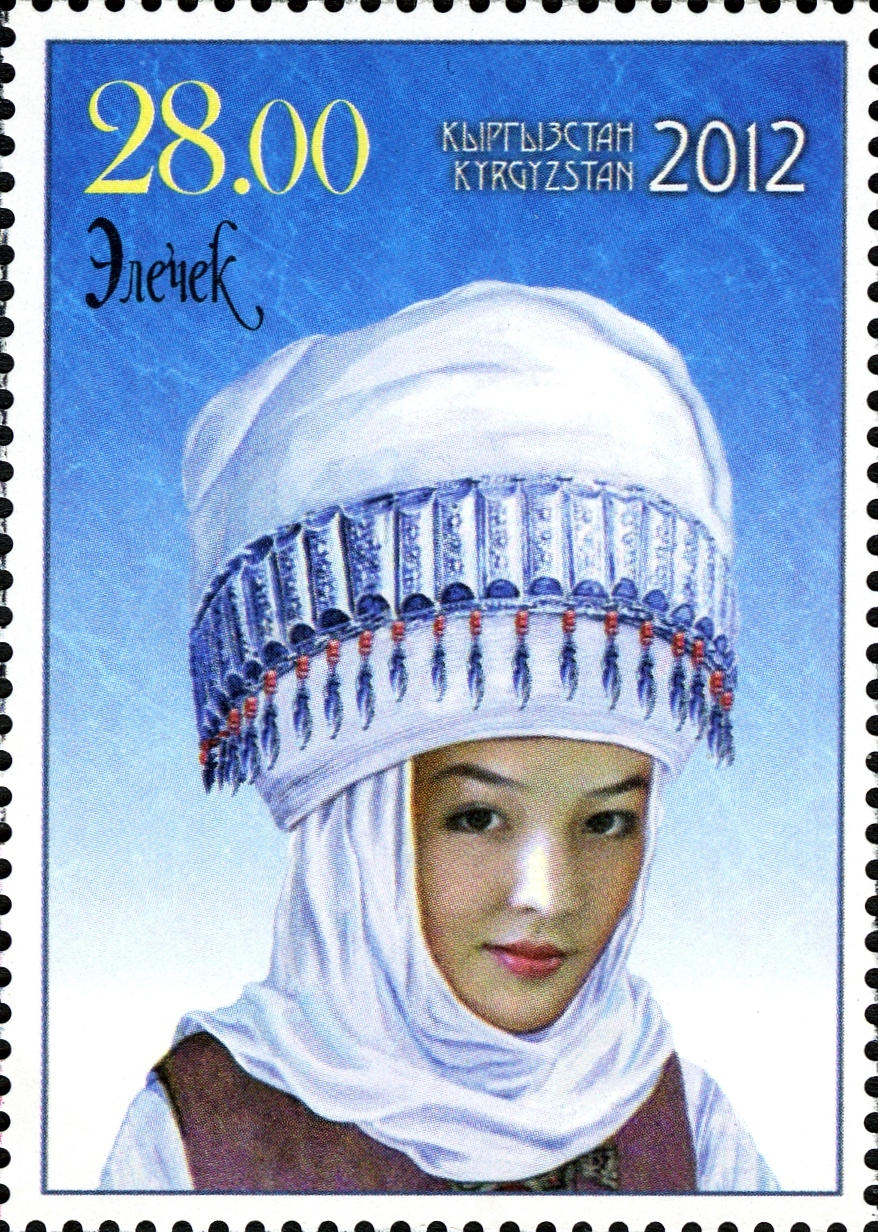
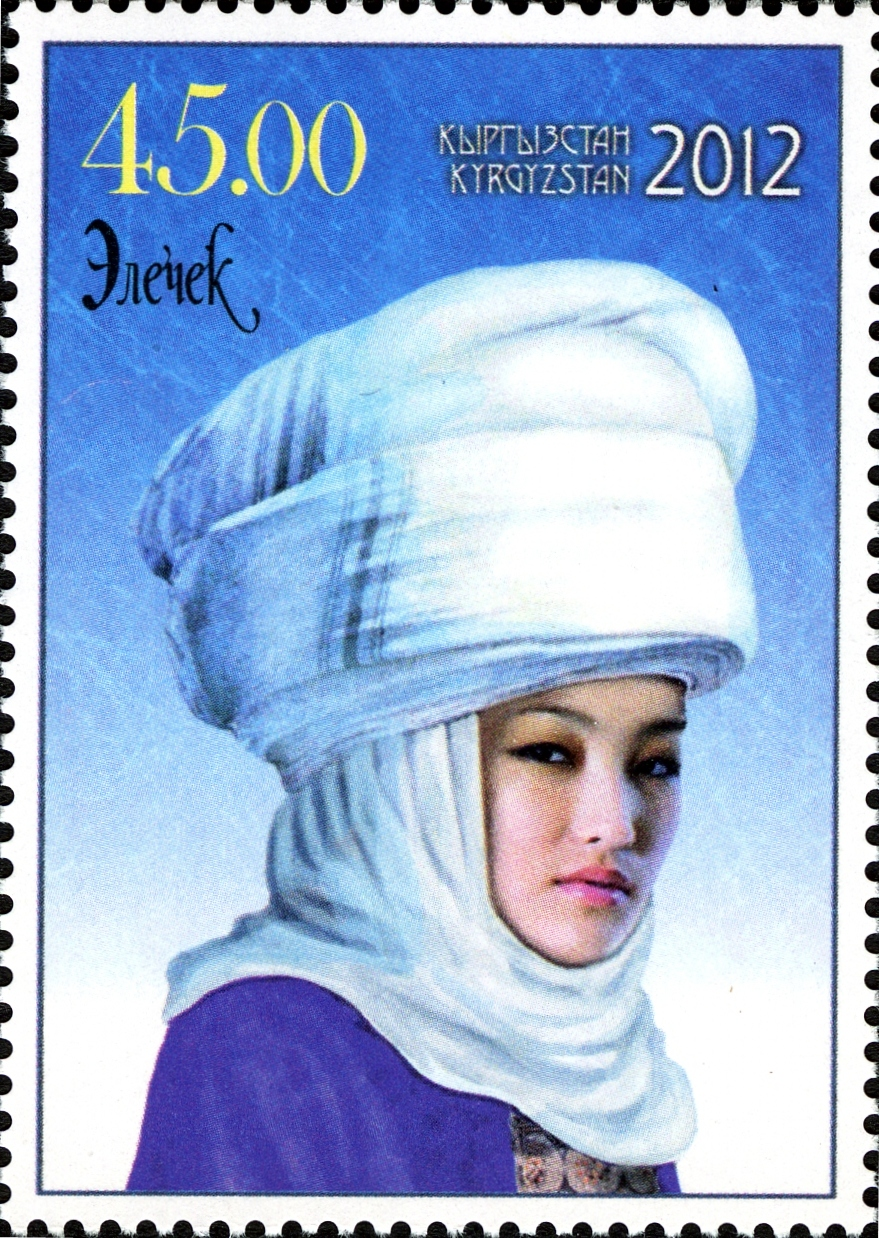
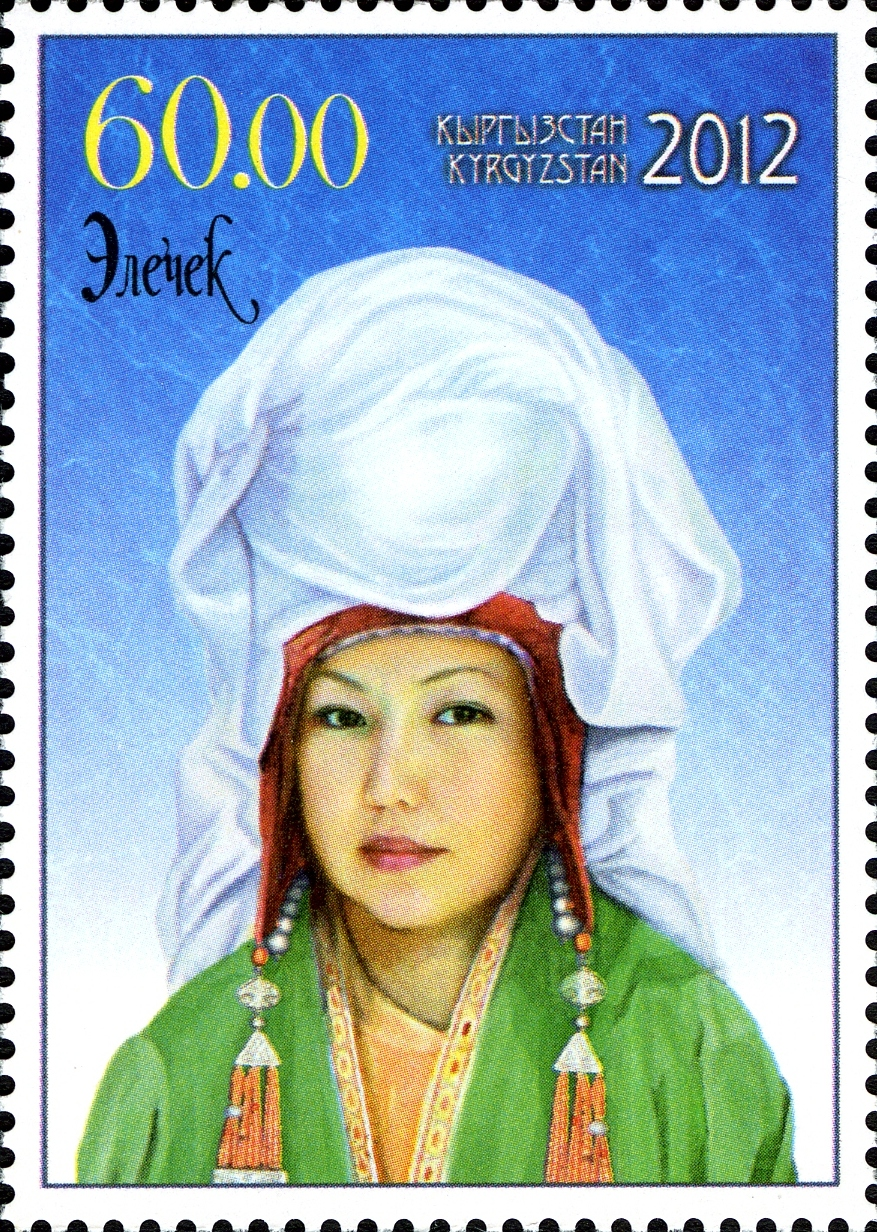